# Nuevo Tratado de la Unión

Las repúblicas soviéticas que elaboraron el 'Nuevo Tratado de Unión' (en rojo y naranja) y las repúblicas no participantes (en negro).

El Nuevo Tratado de la Unión (en ruso: Новый союзный договор) fue un proyecto de tratado para reemplazar al Tratado de Creación de la URSS de 1922, y sustituir a la Unión Soviética por una nueva entidad que se llamaría Unión de Estados Soberanos (en ruso: Сою́з Сувере́нных Госуда́рств) (ССГ-SSG) en un intento de Mijaíl Gorbachov de salvar el Estado soviético. La ceremonia para la firma del tratado por parte de la República Socialista Federativa Soviética de Rusia (RSFS de Rusia) estaba programada para el 20 de agosto de 1991, pero fue frustrada un día antes por el intento de Golpe de Estado en la Unión Soviética de 1991.
La preparación de este tratado también se lo conoció como Proceso de Novo-Ogariovo (Новоогарёвский процесс), denominado así por  Novo-Ogariovo  el lugar de residencia del presidente Gorbachov en las cercanías de Moscú donde se llevaron a cabo los trabajos de preparación del documento y donde Gorbachov había hablado con los líderes de las Repúblicas de la URSS.

## Proyecto de descentralización
En el XXVIII Congreso del PCUS de julio de 1990, el presidente de la Unión Soviética Mijaíl Gorbachov propuso un sistema federal menos centralizado (más bien confederal), como una solución a los crecientes problemas étnicos en la Unión Soviética. Un borrador fue enviado al Soviet Supremo de la URSS el 23 de noviembre de 1990. Un comité para su estudio empezó a trabajar sobre el texto el 11 de enero de 1991. Seis de las quince repúblicas soviéticas, sin embargo, no participaron en el borrador del tratado: RSS de Estonia, RSS de Letonia, RSS de Lituania, RSS de Moldavia, RSS de Georgia y RSS de Armenia. La propuesta fue aprobada por el Soviet de la Unión el 6 de marzo, y enviado al Soviet de las Nacionalidades para su aprobación. No pudo alcanzarse el acuerdo de distribución de poder entre la Unión y las Repúblicas, y la propuesta no fue aprobada. Como elemento restrictivo adicional, algunas Repúblicas Autónomas expresaron su deseo de elevar su estatus y formar parte del nuevo tratado soviético.

## Referéndum
El presidente Gorbachov trató de ganarse el apoyo popular con la propuesta. El 17 de marzo de 1991 se realizó un referéndum en nueve repúblicas (RSFS de Rusia, RSS de Ucrania, RSS de Bielorrusia, RSS de Kazajistán, RSS de Azerbaiyán, RSS de Uzbekistán, RSS de Kirguistán, RSS de Turkmenistán y RSS de Tayikistán), que participaron en la elaboración del proyecto de tratado. En el referéndum, un 76% de los votantes apoyó el mantenimiento del sistema federal de la Unión Soviética, incluyendo una mayoría de todas las nueve repúblicas. La oposición fue grande en las grandes ciudades como Moscú y Leningrado. El referéndum fue boicoteado en las otras seis repúblicas que se inclinaban por la independencia.
Un acuerdo entre el gobierno central soviético y las nueve repúblicas, el autodenominado acuerdo "9+1", fue firmado finalmente en Novo-Ogariovo el 23 de abril. El Nuevo Tratado de la Unión convertiría a la Unión Soviética en una federación de repúblicas independientes con un presidente, política exterior y militar común.
En agosto, ocho de las nueve repúblicas, excepto la RSS de Ucrania, aprobaron el borrador del nuevo tratado con algunas condiciones previéndose la firma del mismo para el 20 de agosto. Ucrania no estuvo de acuerdo con los términos del tratado. En el referéndum del 17 de marzo, la mayoría de los residentes en la RSFS de Rusia apoyaron la unión en los términos de la Declaración de Soberanía Estatal de la RSFS de Rusia (12 de junio de 1990), mientras la mayoría de los residentes en Ucrania apoyaron la unión en los términos de la Declaración de Soberanía Estatal de Ucrania (16 de julio de 1990).

## Intento de golpe de Estado
A pesar de que el tratado fue un intento de salvar la unión, la línea dura temió que haría envalentonarse a algunas pequeñas repúblicas y seguir el ejemplo de Lituania y presionar por una completa independencia. Con este fin se llevó a cabo un intento de golpe de Estado en la Unión Soviética los días 18-21 de agosto de 1991, en el que un grupo de miembros del gobierno de la Unión Soviética y del KGB depusieron brevemente al Presidente de la Unión Soviética Mijaíl Gorbachov e intentaron tomar el control del país. Los líderes del golpe de Estado eran miembros del Partido Comunista de la Unión Soviética de la línea dura.

## Nombre del Estado en proyecto
Originalmente, el nuevo Estado soviético se llamaría Unión de Repúblicas Soberanas Soviéticas, conservando el acrónimo de la "URSS" (СССР). En el borrador final del tratado de la unión, esta se llamaría Unión de Estados Soberanos (en ruso: Союз Суверенных Государств). Después de la disolución de la Unión Soviética en diciembre, los líderes de las repúblicas organizaron la Comunidad de Estados Independientes, una alianza de 12 nuevos Estados independientes, Georgia se unió en 1993.
El actual presidente de la Federación Rusa Vladímir Putin, es el gran impulsor de la creación de la Unión Económica Euroasiática en 2015.